# Pere Grifell i Gumà
Pere Grifell i Gumà (Igualada, Anoia, 1860 - Barcelona, Barcelonès, 1931) va ser un polític catalanista, comerciant i propietari.
Estudià a les escoles de l'Ateneu Igualadí de la Classe Obrera. A la dècada del 1890 es decantà a favor de la Unió Catalanista, però més endavant la criticà públicament. En diverses oportunitats formà part de la junta directiva de la Lliga de Catalunya. També signà el Missatge a la Reina Regent (1888) i, dins la Unió Catalanista, el nomenaren delegat a les Assemblees de Manresa (1892), Reus (1893), Balaguer (1894), Olot (1895), Girona (1897), Terrassa (1901) i Barcelona (1904). Més endavant, es va adherir a la Solidaritat Catalana (1906). A partir de l'any 1909 es va instal·lar, de forma definitiva, a Barcelona, on es relacionà amb els ambients catalanistes.